# Isola di Zapara
L'isola di Zapara (in spagnolo Isla de Zapara) è una bassa isola sabbiosa del Venezuela che costituisce assieme all'isola di Toas (calcarea) la "Barra del Lago", una stretta penisola di terra e sabbia, con piccole isole di mangrovie e canali molto bassi e sabbiosi che dividono la baia del Tablazo del lago di Maracaibo dal golfo del Venezuela nel mar dei Caraibi. Amministrativamente si trova nel municipio Almirante Padilla dello Stato Zulia, nella zona più nord-occidentale del paese.

## Geografia
Ha un'estensione di 7 chilometri quadri. Quasi totalmente sabbiosa, coperta da dune o piccole colline di sabbia che arrivano ad altezze di quasi 30 metri. La parte dell'isola esposta ai venti del nord presenta un forte moto ondoso, banchi di corallo e bassi fondali inadatti alla fonda (a parte un piccolo molo). La costa a sud, più riparata dai venti, presenta baie come quella di San Bernardo che permettono l'ancoraggio di barche da diporto, inoltre ci sono disperse palme "cocoteros". La zona domina il principale canale di navigazione, usato da petroliere e altre navi che navigano da e verso il lago di Maracaibo.

## Storia
Il navigatore fiorentino Amerigo Vespucci fu il primo cartografo ad avvistare e cartografare l'isola, che una volta mappate gli ricordarono le isole che chiudono la laguna veneta, da qui il nome "Veneziola", dato ai successivi insediamenti di palafitte degli abitati nella laguna di Sinamaica.
Da molti secoli considerata una posizione strategica, durante la colonizzazione gli spagnoli vi costruirono il fortino "Fuerte de Nuestra Señora del Carmen y Santa Rosa de Zapara" o "Torreón de Zapara", che anche dopo la fine della colonizzazione venne ampliato e adoperato nella difesa della città di Maracaibo.

### Bombardamento del forte
Durante la Crisi venezuelana del 1902-1903, la cannoniera Panther e l'incrociatore leggero Falke tentarono di penetrare nel lago di Maracaibo, ma furono respinte dal fuoco del forte San Carlos de la Barra.